# Skull Echo (album)
Skull Echo – piąty album studyjny Julii Marcell, wydany w Polsce 24 stycznia 2020 roku nakładem Mystic Production. Producentami albumu zostali sama artystka i Michael Haves. Wszystkie utwory zostały skomponowane i napisane przez Julię Marcell. 8 maja 2020 roku  nakładem Long Branch Records została wydana również międzynarodowa anglojęzyczna edycja albumu.

## Lista utworów
| Edycja polska | Edycja polska           | Edycja polska | Edycja polska                 | Edycja polska |
| Nr            | Tytuł utworu            | Autorzy       | Produkcja                     | Długość       |
| ------------- | ----------------------- | ------------- | ----------------------------- | ------------- |
| 1.            | „Ekstaza intelektualna” | Julia Marcell | Julia Marcell · Michael Haves | 6:02          |
| 2.            | „Moment i wieczność”    | Julia Marcell | Marcell · Haves               | 3:37          |
| 3.            | „Czas”                  | Julia Marcell | Marcell · Haves               | 3:56          |
| 4.            | „Nostalgia”             | Julia Marcell | Marcell · Haves               | 3:18          |
| 5.            | „Prawdopodobieństwo”    | Julia Marcell | Marcell · Haves               | 3:11          |
| 6.            | „Którędy do teraz?”     | Julia Marcell | Marcell · Haves               | 2:23          |
| 7.            | „Domy ze szkła”         | Julia Marcell | Marcell · Haves               | 5:44          |
| 8.            | „Otwórz głowę”          | Julia Marcell | Marcell · Haves               | 4:34          |
| 9.            | „Mamo”                  | Julia Marcell | Marcell · Haves               | 7:38          |
| 10.           | „Life is on Television” | Julia Marcell | Marcell · Haves               | 3:36          |
| 11.           | „Echo w głowie”         | Julia Marcell | Marcell · Haves               | 2:54          |

| Edycja międzynarodowa | Edycja międzynarodowa   | Edycja międzynarodowa | Edycja międzynarodowa         | Edycja międzynarodowa |
| Nr                    | Tytuł utworu            | Autorzy               | Produkcja                     | Długość               |
| --------------------- | ----------------------- | --------------------- | ----------------------------- | --------------------- |
| 1.                    | „Celebral Bliss”        | Julia Marcell         | Julia Marcell · Michael Haves | 6:02                  |
| 2.                    | „Infinity Halt”         | Julia Marcell         | Marcell · Haves               | 3:37                  |
| 3.                    | „Time”                  | Julia Marcell         | Marcell · Haves               | 3:55                  |
| 4.                    | „Nostalgic”             | Julia Marcell         | Marcell · Haves               | 3:18                  |
| 5.                    | „The Odds”              | Julia Marcell         | Marcell · Haves               | 3:11                  |
| 6.                    | „Which Way is Now”      | Julia Marcell         | Marcell · Haves               | 2:23                  |
| 7.                    | „Houses of Glass”       | Julia Marcell         | Marcell · Haves               | 5:43                  |
| 8.                    | „Understand Me”         | Julia Marcell         | Marcell · Haves               | 4:33                  |
| 9.                    | „Mother”                | Julia Marcell         | Marcell · Haves               | 7:37                  |
| 10.                   | „Life is on Television” | Julia Marcell         | Marcell · Haves               | 3:35                  |
| 11.                   | „Skull Echo”            | Julia Marcell         | Marcell · Haves               | 2:54                  |

## Notowania
| Lista przebojów (2020) | Najwyższa pozycja |
| ---------------------- | ----------------- |
| Polska (OLiS)          | 14                |